# 齧りかけの林檎
「齧りかけの林檎」（かじりかけのりんご）は、竹達彩奈の楽曲。藤林聖子が作詞、筒美京平が作曲を手掛けた。6枚目のシングルとして2014年10月15日にポニーキャニオンから発売された。

## 背景
本曲は、テレビアニメ『デンキ街の本屋さん』のオープニングテーマに起用された。ソロアーティスト名義では初となるアニメタイアップである。
作曲は日本を代表するヒットメーカーの筒美京平で、「時空ツアーズ」以来3作ぶりの担当。作詞はJ-POPやアニメソング、特撮ソングで数多くの人気曲を世に送り出してきた藤林聖子が担当している。演奏メンバーは前作「わんだふるワールド」同様、小林俊太郎（ピアノ）、沖井礼二（ベース）、木暮晋也（ギター）が参加しているが、ドラムには新たにウルフルズのサンコンJr.が参加している。

## 音楽性
まず藤林が詞を書き上げ、そこに筒美が曲を付けるという「詞先」で作られる。リリック冒頭が“アンドロメダの流星群”であることから、イントロのピアノは荘厳なイメージが展開されている。サウンドはBメロからリズム・チェンジしていくが、こうした言わば“練磨された強い音”は、竹達のボーカルを単純にサポートするのではなく、リスナーも心に与える楽曲の容量を大きくしている。
歌詞の内容は、女性目線でピュアな片思いを歌っており、在りし日の往年の女性アイドルをイメージさせるような高揚感を含んでいる。恋愛の楽しさや片思いの切なさを、よりダイレクトに楽曲に反映させた作品にも仕上がっている。
竹達自身は、初めてのアニメタイアップということで、驚きと嬉しさの反面、責任の大きさに不安な面もあったという。しかし、『デンキ街の本屋さん』の原作を読み、この作品のOPに選ばれたことを誇りにしよう、幸せな気持ちを大切にしよう、と思い、レコーディングに臨んだという。

## シングルリリース
2014年10月15日にポニーキャニオンから発売された。竹達のシングルとしては、前作「わんだふるワールド」から4か月ぶりのリリースとなる。
販売形態は初回限定盤（PCCG-01427）と通常盤（PCCG-70222）の2種リリースで、初回限定盤には本曲のPVを収録したDVDが同梱されている。また吉野家の新定番メニュー「アタマの大盛」の販売開始1周年を記念して、竹達と吉野家によるコラボレーション企画第4弾が実現。竹達が出演する「アタマの大盛」のWEB用オリジナルCM映像が配信され、そのCMソングに本曲が使われている（CM映像はYouTubeおよびニコニコ動画にて配信）。
2曲目「ふぁいっ！」は、同年11月27日にサービスがスタートした、Windows、Mac OS用ロールプレイングゲーム『モンスターハンター メゼポルタ開拓記』のイメージソングに採用され、ゲームの公式サイトでは「ふぁいっ！」がBGMとして配信される。またCDには、竹達がプロデュースしたオリジナルハンター「アヤチ」がダウンロードできるシリアルコードが封入されている。

## シングル収録内容
| 全編曲: 小林俊太郎。 |                                  |           |            |       |
| #                    | タイトル                         | 作詞      | 作曲       | 時間  |
| 1.                   | 「齧りかけの林檎」               | 藤林聖子  | 筒美京平   | 4:07  |
| 2.                   | 「ふぁいっ！」                   | 加藤哉子  | 小林俊太郎 | 4:20  |
| 3.                   | 「齧りかけの林檎」(Instrumental) |           |            | 4:06  |
| 4.                   | 「ふぁいっ！」(Instrumental)     |           |            | 4:19  |
| 合計時間:            | 合計時間:                        | 合計時間: | 合計時間:  | 16:52 |

| #  | タイトル                        | 作詞 | 作曲・編曲 | 時間 |
| -- | ------------------------------- | ---- | ---------- | ---- |
| 1. | 「齧りかけの林檎」(Music Video) |      |            | 4:05 |

## タイアップ
| タイトル       | タイアップ                                                                                           |
| -------------- | --- |
| 齧りかけの林檎 | TOKYO MX・BS11・他アニメ『デンキ街の本屋さん』オープニングテーマ 吉野家「アタマの大盛」WEB用CMソング |
| ふぁいっ！     | カプコン社ゲーム『モンスターハンター メゼポルタ開拓記』イメージソング                                |

## チャート
| チャート（2014年）                | 最高位 |
| --------------------------------- | ------ |
| オリコン週間                      | 15     |
| Billboard Japan Hot 100           | 34     |
| Billboard JAPAN Hot Animation     | 8      |
| Billboard JAPAN Hot Singles Sales | 15     |

## スタッフ・クレジット
- 小林俊太郎 - ピアノ
- 沖井礼二 - ベース
- 木暮晋也 - ギター
- サンコンJr. - ドラム